# アンドレアス・ヘルツォーク
アンドレアス・ヘルツォーク（Andreas Herzog、1968年9月10日 - ）は、オーストリア出身の元同国代表のサッカー選手。現サッカー指導者。ポジションはMF（攻撃的MF）。
長年に亘りドイツ・ブンデスリーガを代表するMFとして活躍、FCバルセロナも獲得に動いたオーストリアを代表するトッププレーヤー。左利きのゲームメーカーであることから「アルプスのマラドーナ」の異名を取る。

## 選手経歴
1986年にプロ選手としてのキャリアをオーストリア・ブンデスリーガのSKラピード・ウィーンでスタート。1987年や1988年にはリーグ優勝やオーストリア・カップ優勝を経験するものの、まだ経験も乏しく、タイトル獲得には貢献できなかった。しかし徐々に頭角を現し、1989年からはレギュラーのゲームメーカーとして活躍するようになった。1988年以降はタイトルには恵まれなかったものの、創造性溢れるプレーをコンスタントに見せ、足元の繊細な技術を土台とした高い得点能力とパスセンスで存在感を発揮した。ヘルツォークにはヨーロッパのブランドネーション各国から多くのオファーが殺到した。
1992年にドイツ・ブンデスリーガのヴェルダー・ブレーメンへ移籍する。オットー・レーハーゲル監督の下、初年度からレギュラーの座を確保し、ドイツ・ブンデスリーガ優勝やドイツ・カップ優勝を果たした。ドイツの大衆紙「ビルト」に「ヴェルダー・ブレーメンは「カイザー」（「皇帝」、ドイツサッカー界ではベッケンバウアーのことを指す）を探して、「ヘルツォーク」（ドイツ語で「公爵」の意味）を見つけた」と記載され、将来が最も楽しみな選手の1人と紹介された。
以降もドイツでは長年に亘りブンデスリーガを代表するMFとして活躍、「アルプスのマラドーナ」の異名を取る。1995年にはリーグ1のFCバイエルン・ミュンヘンへ移籍、UEFAカップ優勝に貢献するものの、クラブとは相性が合わず1年後には再びヴェルダー・ブレーメンに復帰する。1999年には再びドイツ・カップで優勝。ドイツ・ブンデスリーガでは264試合に出場し、60得点を記録した。
2002年に古巣のSKラピード・ウィーンに復帰。2004年にはメジャーリーグサッカー（MLS）のロサンゼルス・ギャラクシーでプレーし、引退を表明した。ヘルツォークはヴェルダー・ブレーメンがクラブ創立から現在に至るまで獲得したタイトルの約半数に関わっており、ブレーメンにとってどれだけ彼が大きな存在かが覗える。
当時ドイツA代表監督のベルティ・フォクツも選考の際、「アンディ（ヘルツォーク）がドイツ人だったら良かったのに」と言っていたという。FCバルセロナも獲得リストに入れていた。
しかし右足の親指を複雑骨折し、2年ほど右足では蹴れないままプレーを続けたため、長年に亘ってワールドクラスのプレーを見せることができなかった。優れたテクニシャンで、高いゴール感覚も持ち合わせていたが、守備が元々好きでなかったようで、時代遅れのファンタジスタとも評価されたこともある。
オーストリア最優秀選手に2回選出されたヘルツォークはオーストリアA代表でも長年に亘り不動のゲームメーカーとしてプレー。オーストリア代表最多出場記録となる103試合に出場し、26得点を記録している。1990年FIFAワールドカップ・イタリア大会と1998年FIFAワールドカップ・フランス大会に出場している。

## 引退後
引退後はオーストリア・サッカー協会大使として2008年UEFAヨーロッパ選手権オーストリア・スイス大会のPR活動をしていたが、2005年8月よりヨーゼフ・ヒッケルスベルガー及びカレル・ブリュックナー監督の下、A代表チームのコーチを勤めた。2009年から2011年まではU21代表の監督を兼任した。
2011年よりユルゲン・クリンスマン監督の下、アメリカA代表のコーチに就任。2015年から2016年まではU23代表の監督を兼任した。

## 代表歴

### 出場大会
- オーストリア代表
  - 1990 FIFAワールドカップ
  - 1998 FIFAワールドカップ

### 試合数
- 国際Aマッチ 103試合 26得点（1988年-2003年）[1]

| オーストリア代表 | 国際Aマッチ | 国際Aマッチ |
| 年               | 出場        | 得点        |
| ---------------- | ----------- | ----------- |
| 1988             | 4           | 2           |
| 1989             | 9           | 1           |
| 1990             | 9           | 0           |
| 1991             | 6           | 0           |
| 1992             | 8           | 2           |
| 1993             | 7           | 3           |
| 1994             | 3           | 0           |
| 1995             | 5           | 2           |
| 1996             | 5           | 2           |
| 1997             | 8           | 1           |
| 1998             | 7           | 1           |
| 1999             | 5           | 4           |
| 2000             | 7           | 1           |
| 2001             | 10          | 5           |
| 2002             | 7           | 2           |
| 2003             | 3           | 0           |
| 通算             | 103         | 26          |

## 獲得タイトル

### 選手として
SKラピード・ウィーン
- オーストリア・ブンデスリーガ 1986–87, 1987–88

SVヴェルダー・ブレーメン
- ドイツ・ブンデスリーガ 1992–93
- DFBポカール 1993–94, 1998–99

FCバイエルン・ミュンヘン
- UEFAカップ 1995–96

個人
- Austrian Footballer of the Year:1回（1992）
- キッカー誌 ブンデスリーガTeam of the Season:1回（1994–95）